# Wilhelm Wester
Wilhelm Reinhold Wester, född 26 april 1830 i Harbo församling, Västmanlands län, död 28 mars 1900 i Ängelholm, var en svensk jurist och politiker.
Wester blev student vid Uppsala universitet 1848 samt avlade examen till rättegångsverken 1852 och kameralexamen samma år. Han blev extra ordinarie kanslist i Justitierevisionsexpeditionen samma år, auskultant i Skånska hovrätten 1853, vice häradshövding 1857, var tillförordnad domhavande tidvis 1855–1877, adjungerad ledamot i Skånska hovrätten 1861 samt häradshövding i Södra Åsbo och Bjäre domsaga från 1877.
Wester var ledamot i styrelsen och kontorschef vid Skånes Enskilda Banks kontor i Ångelholm från 1878. Han var ordförande i Ängelholms stadsfullmäktige 1891–1899. Wester var vald ledamot av riksdagens andra kammare för Halmstad och Ängelholm 1890–1896, ledamot i Lagutskottet 1891–1893 och ledamot i särskilt utskott 1892 urtima.
Wilhelm Wester var son till Marcus Wester, som var ägare till Viby säteri, och bror till Philip Wester. Han var far till författaren och rösträttskvinnan Ellen Wester och till advokaten och politikern Carl Wester.